# Long Walk to Forever
Long Walk to Forever fue el EP debut de la banda Pencey Prep. Fue lanzado en diciembre del 2000 por Eyeball Records, en pequeños tirajes de CD y 7".

## Lista de canciones
1. Yesterday - 4:08
2. Lloyd Dobbler - 2:08

## Créditos
Banda
- Frank Iero - voz, guitarra rítmica.
- Neil Sabatino - guitarra principal, coros.
- John "Hambone" McGuire - bajo, coros.
- Tim Hagevik - batería, percusión.
- Shaun Simon - teclados, sintetizadores, moog.

Músicos adicionales
- Bruno Rocha - coros.

- Datos: Q6673367